# Verigar
Verigar fue el primer sello postal emitido en Eslovenia que no fuese uno del Imperio austrohúngaro. Fue diseñado a finales de 1918 en Liubliana, durante la existencia del Estado de los Eslovenos, Croatas y Serbios, que se había creado a partir del Imperio austrohúngaro tras su derrota en la I Guerra Mundial. Sin embargo, la primera serie de valores no entró en circulación hasta el 3 de enero de 1919, cuando el Estado se había unido a Serbia para dar paso al Reino de los Serbios, Croatas y Eslovenos.
El nombre del país estaba escrito en los alfabetos cirílico y latino ("Држава СХС" - "Država SHS"). El diseño del sello, realizado por el pintor Ivan Vavpotič, representa a un hombre que rompe las cadenas que lo esclavizan, de pie frente a un sol naciente. La escena evoca la liberación de los pueblos eslávicos tras la desaparición del Imperio austrohúngaro. El nombre de la serie viene de la palabra veriga, que significa cadena en esloveno.
Por el septuagésimo quinto aniversario de su emisión, los Correos de Eslovenia emitieron un sello el 19 de marzo de 1993 usando el hombre de Verigar como estampa.

## Serie

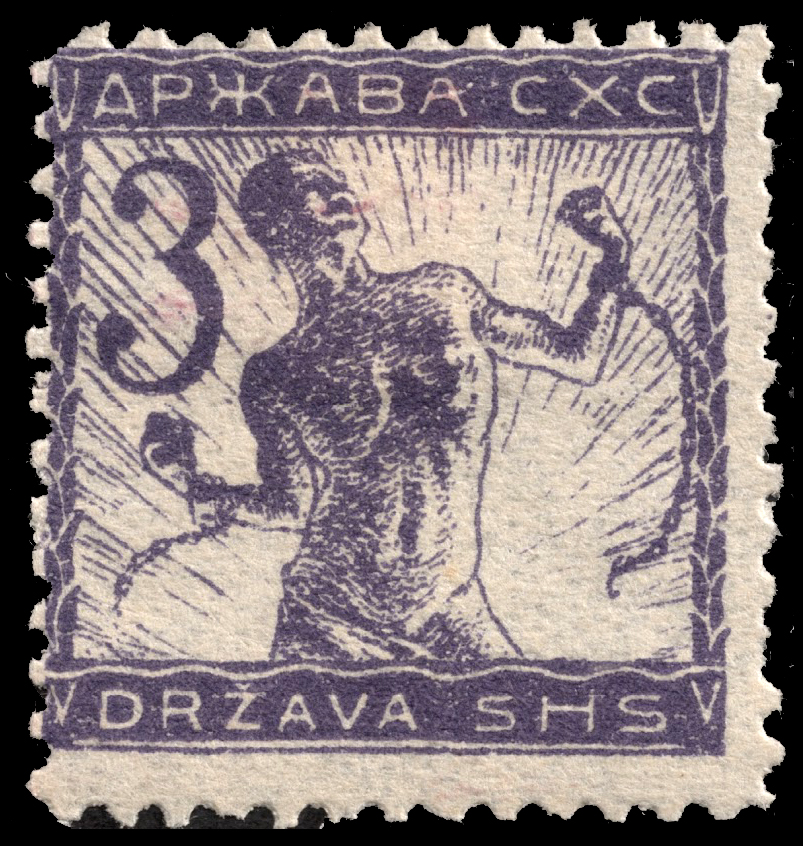
Scott N.º 3L1
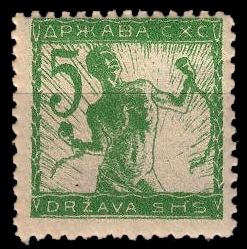
Scott N.º 3L2
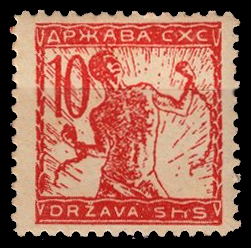
Scott N.º 3L3
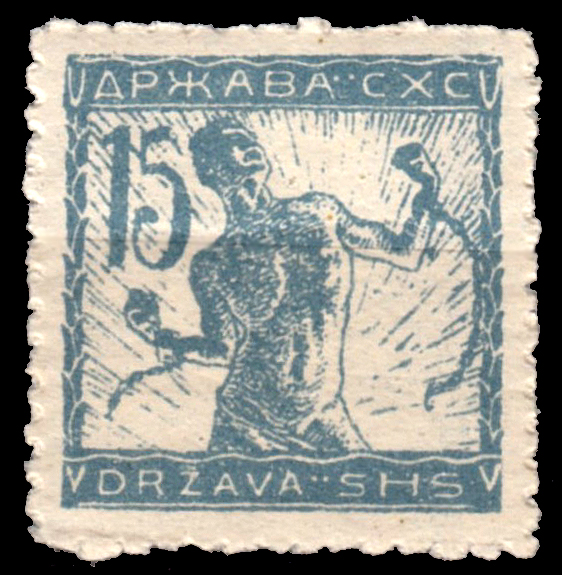
Scott N.º 3L4

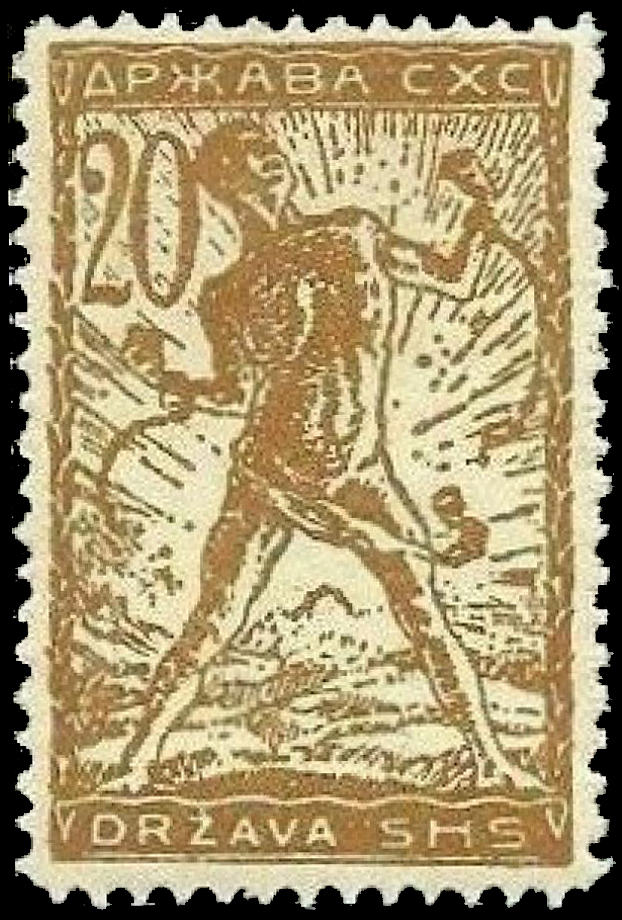
Scott N.º 3L5
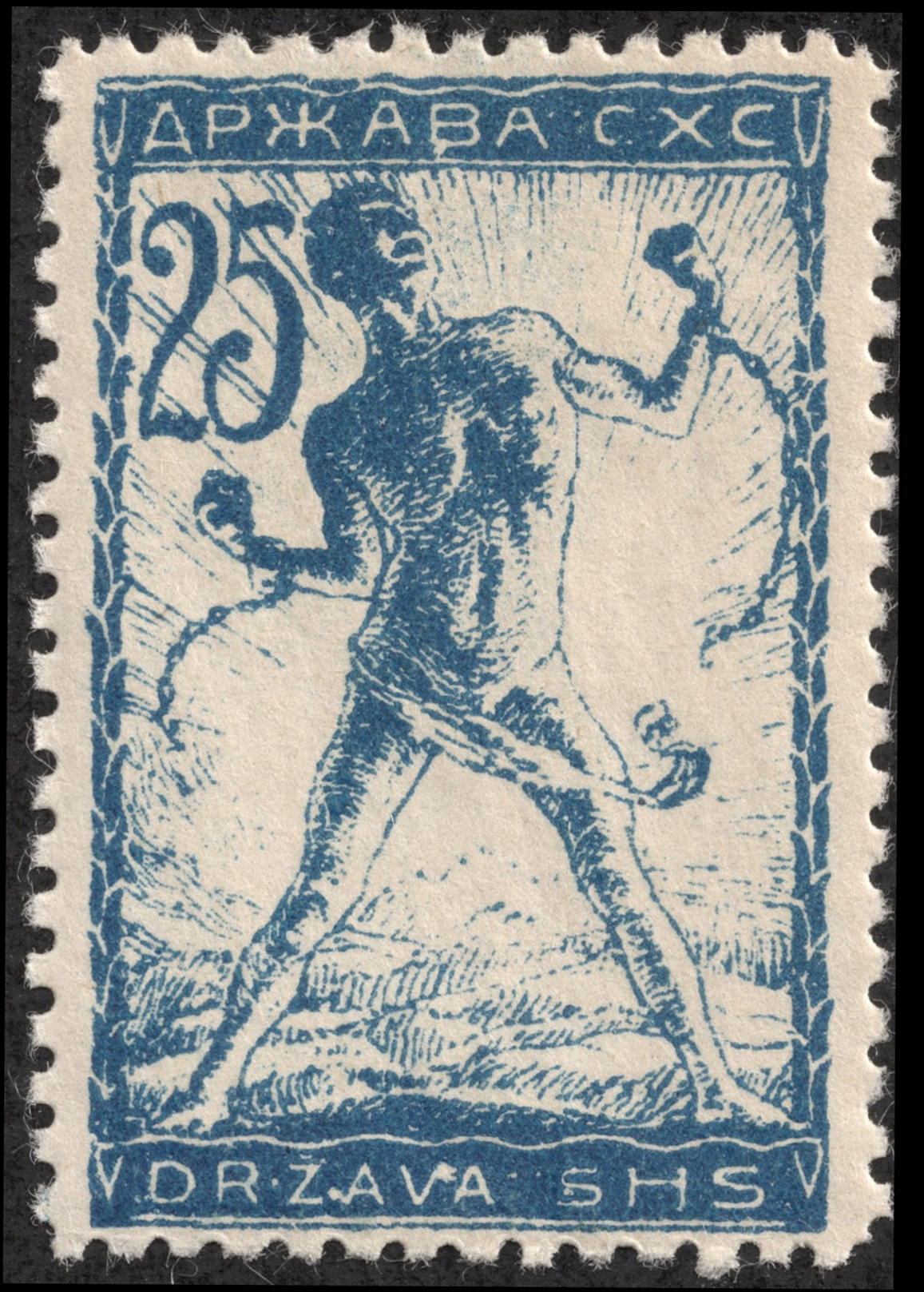
Scott N.º 3L6
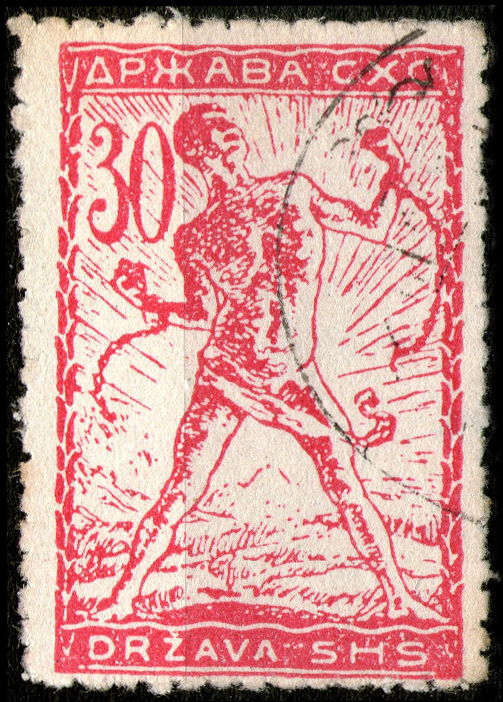
Scott N.º 3L7
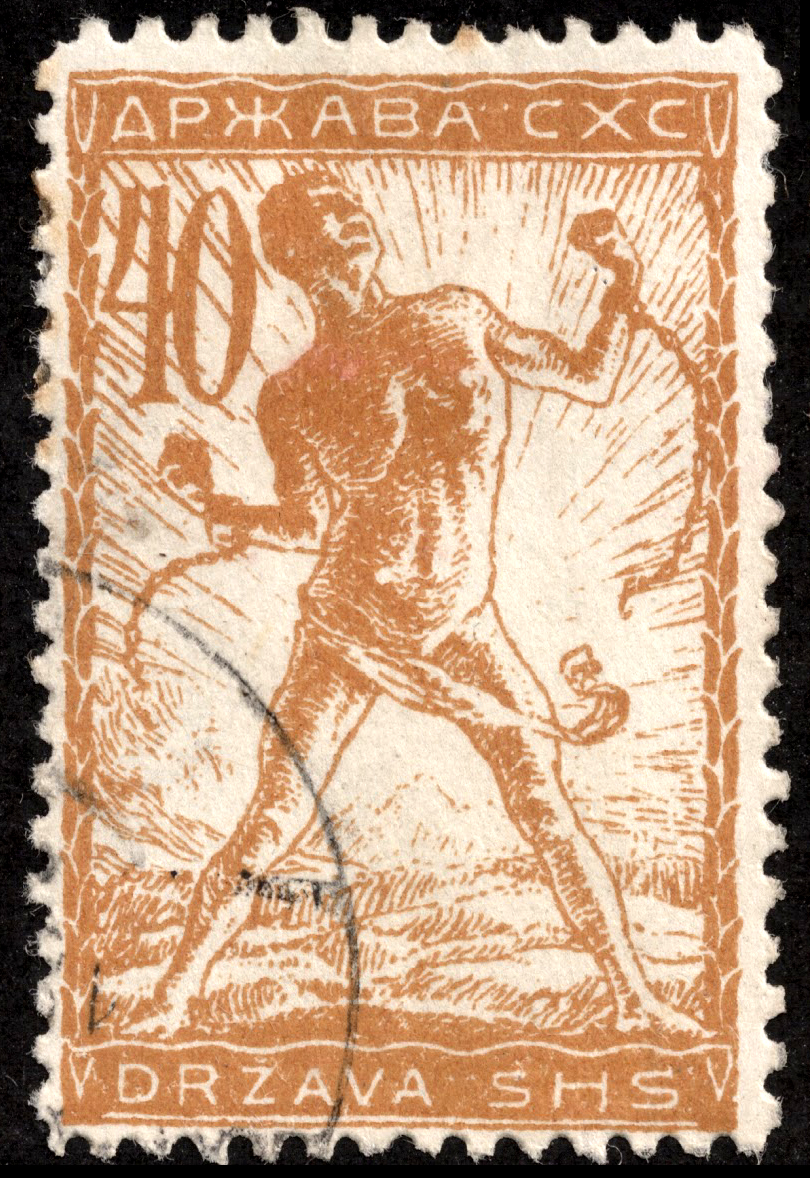
Scott N.º 3L8